# Szentmargitfalva
Szentmargitfalva ist eine ungarische Gemeinde im Kreis Letenye im Komitat Zala.

## Geografische Lage
Szentmargitfalva liegt ungefähr acht Kilometer nordwestlich der Stadt Letenye an dem kleinen Fluss Szentadorjáni-patak. Nachbargemeinden sind Kiscsehi, Csörnyeföld, Muraszemenye und Murarátka.

## Geschichte
Der Name der Gemeinde geht zurück auf Szent Margit, die schon zu Lebzeiten als Heilige verehrt wurde.

## Sehenswürdigkeiten
- Römisch-katholische Kirche Antiochiai Szent Margit-iskolakápolna und Glockenturm
- Weltkriegsdenkmal (Első és második világháborús emlékmű)

## Verkehr
Durch Szentmargitfalva verläuft die Landstraße Nr. 7541. Der nächstgelegene Bahnhof befindet sich östlich in Nagykanizsa.